# Algarve
Die Algarve, früher auch Algarbien genannt, ist eine portugiesische Region im Süden des Landes. Im Jahr 2021 verzeichnete die Region 467.475 Einwohner und eine Bevölkerungsdichte von 93 Einwohnern pro km2. Die Region hat eine Fläche von 4.997 km2, die sich in die gleichnamige Subregion, 16 Kreise und 67 Gemeinden unterteilen lässt. Die Hauptstadt der Region ist die Stadt Faro, die mit 67.650 Einwohnern in der gesamten Gemeinde und 46.310 im Stadtgebiet die zweitgrößte Stadt der Region ist, nach Portimão mit 49.263 Einwohnern. Sie grenzt im Norden an die Region Alentejo, im Osten an Andalusien (Spanien) und im Süden und im Westen jeweils an den Atlantischen Ozean.

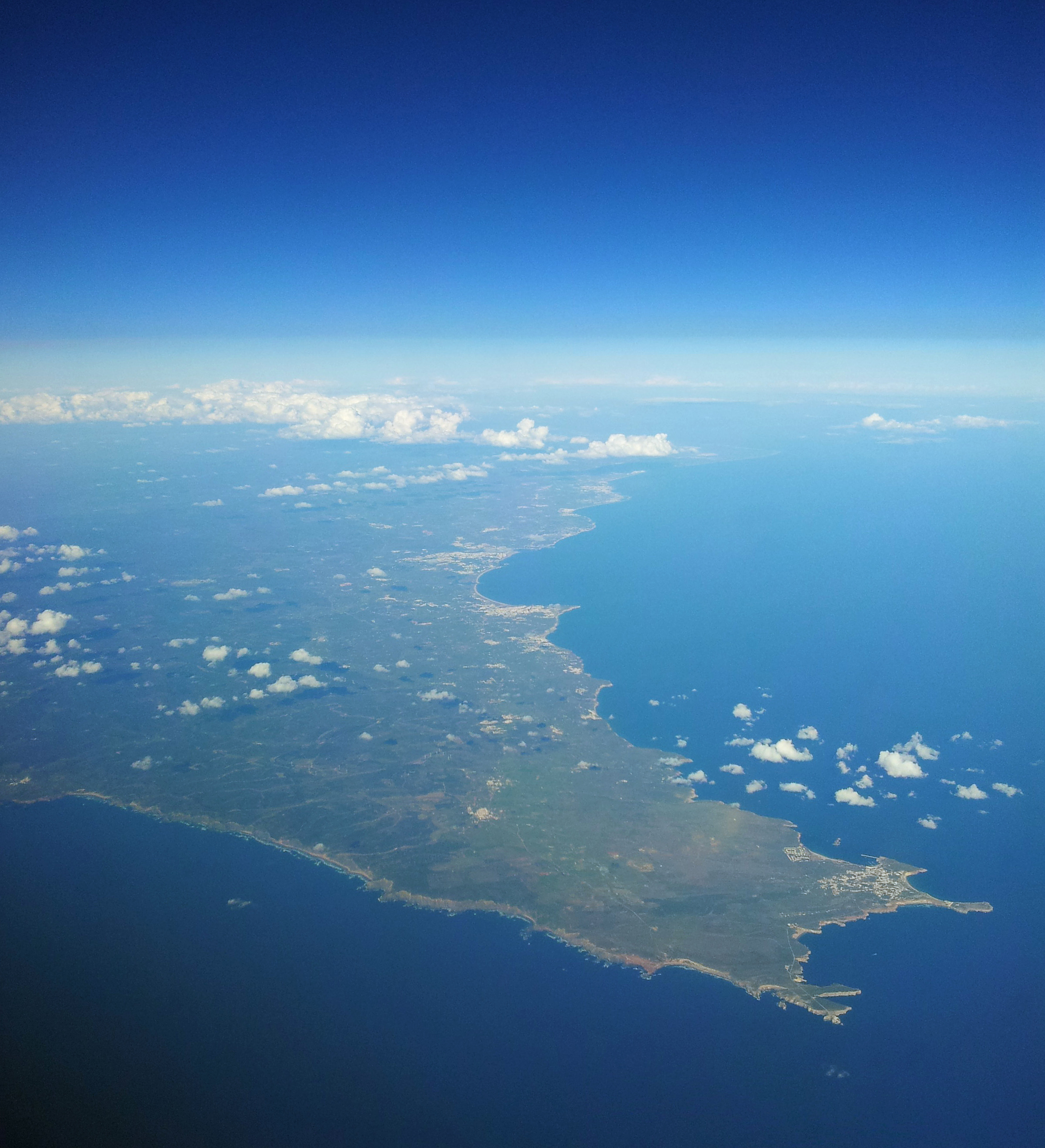
Die Algarve-Küste aus rund 10 km Höhe

## Kreise
Die Region besteht aus den folgenden 16 Kreisen:
- Albufeira
- Alcoutim
- Aljezur
- Castro Marim
- Faro
- Lagoa
- Lagos
- Loulé
- Monchique
- Olhão
- Portimão
- São Brás de Alportel
- Silves
- Tavira
- Vila do Bispo
- Vila Real de Santo António

## Demografie

### Einwohner
Nach den Daten der Volkszählung 2021 hat die Algarve 467.475 Einwohner, das sind 16.469 Einwohner mehr als bei der Volkszählung 2011, bei der 451.006 Einwohner gezählt wurden. Alle sechs Kreise verzeichneten einen Rückgang der Einwohnerzahl um 10,4 %.
| Kreis                      | Einwohner (2021) | Einwohner (2011) | Variation (2011/2021) | Fläche km2 | Dichte Einw./km2 |
| -------------------------- | ---------------- | ---------------- | --------------------- | ---------- | ---------------- |
| Albufeira                  | 44.168           | 40.828           | +8,2 %                | 140,67     | 314,0            |
| Alcoutim                   | 02.523           | 02.917           | −13,5 %0              | 575,36     | 004,4            |
| Aljezur                    | 06.045           | 05.884           | +2,7 %                | 323,50     | 018,7            |
| Castro Marim               | 06.439           | 06.747           | −4,6 %                | 300,85     | 021,4            |
| Faro                       | 67.650           | 65.019           | +4,8 %                | 202,75     | 333,7            |
| Lagoa                      | 23.734           | 22.975           | +3,3 %                | 088,25     | 268,9            |
| Lagos                      | 33.500           | 31.049           | +7,9 %                | 212,98     | 157,3            |
| Loulé                      | 72.348           | 70.163           | +2,4 %                | 763,68     | 094,7            |
| Monchique                  | 05.462           | 06.045           | −9,6 %                | 395,31     | 013,8            |
| Olhão                      | 44.643           | 45.396           | −1,7 %                | 130,87     | 341,1            |
| Portimão                   | 59.867           | 55.614           | +7,6 %                | 182,06     | 328,8            |
| São Brás de Alportel       | 11.248           | 10.662           | +5,5 %                | 153,37     | 073,3            |
| Silves                     | 37.776           | 37.126           | +1,8 %                | 680,06     | 055,5            |
| Tavira                     | 27.230           | 26.167           | +5,2 %                | 606,96     | 044,9            |
| Vila do Bispo              | 05.717           | 05.258           | +8,7 %                | 179,06     | 031,9            |
| Vila Real de Santo António | 18.825           | 19.156           | −1,7 %                | 061,24     | 307,4            |

### Jugendliche
Der Anteil der Jugendlichen in der Algarve liegt mit 13,8 % über dem nationalen Durchschnitt von 13,5 %.

### Senioren
Die Volkszählung von 2021 zeigt, dass 18,2 % der Einwohner in der Algarve ältere Menschen sind, welches unter dem nationalen Durchschnitt von 22,3 % liegt.

### Migranten
23,6 % der Wohnbevölkerung in der Algarve sind Migranten, was weit über dem nationalen Durchschnitt von 6,4 % liegt.

## Wirtschaft

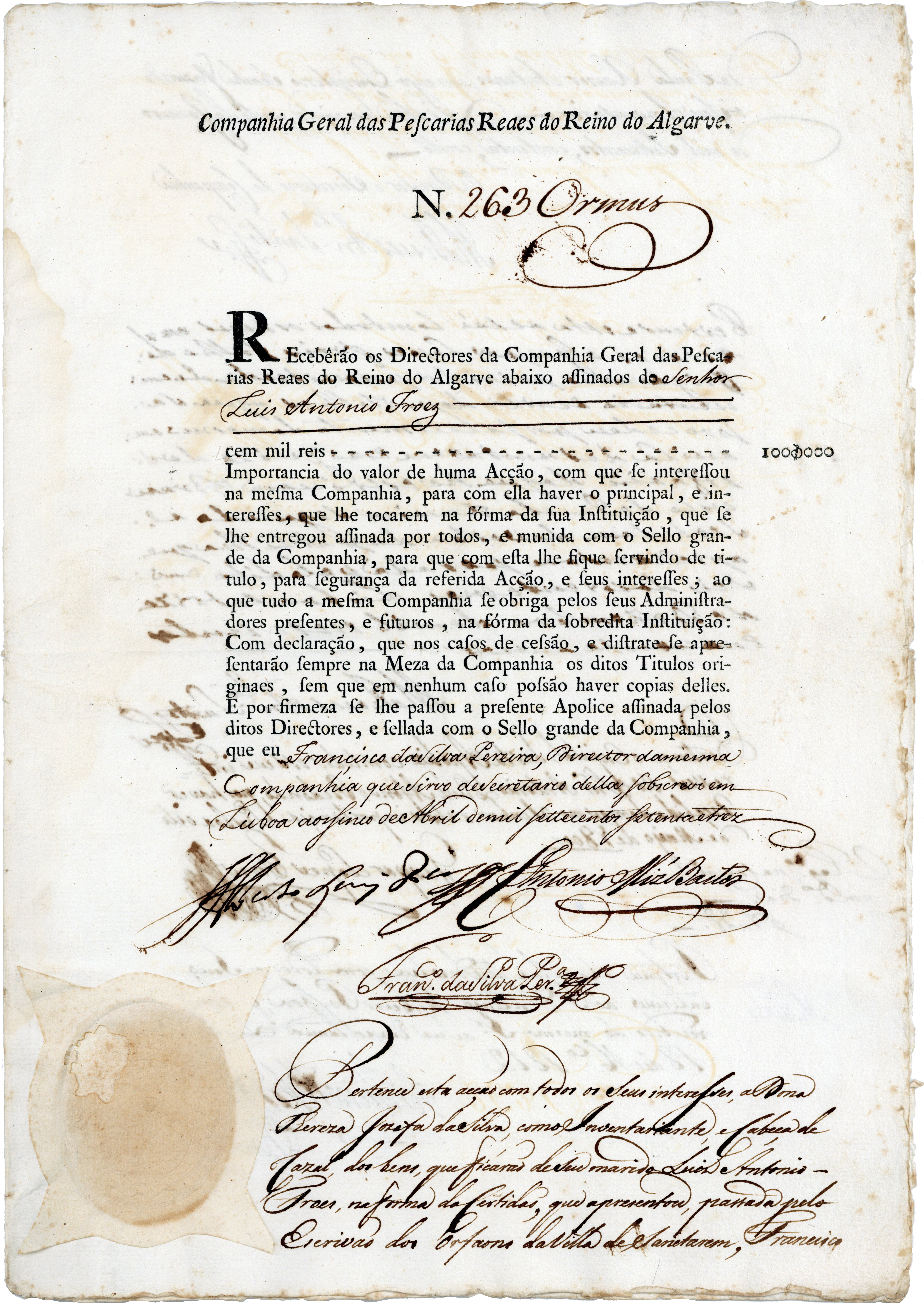
Gründeraktie der Companhia Geral das Pescarias Reaes do Reino do Algarve über 100.000 Reis, ausgestellt am 5. April 1773 in Lissabon. Das Unternehmen wurde auf Betreiben des Marquês de Pombal durch ein königliches Dekret vom 15. Januar 1773 gegründet, ein wichtiger Schritt in der wirtschaftlichen Entwicklung Portugals.

### Wichtigste Arbeitgeberbereiche
Der Sektor mit den meisten Beschäftigten ist die Unterkunft und Verpflegung mit 25,3 % aller Beschäftigten in der Algarve, gefolgt vom Handel mit 15,9 %, von Verwaltungstätigkeiten mit 13,3 % und dem Baugewerbe mit 10,3 %.

### Arbeitslosigkeit
Aus den Daten der Volkszählung 2021 lag die Arbeitslosenquote im Jahr 2020 bei 8,8 % und damit 3 Prozentpunkte über dem nationalen Durchschnitt, der bei 5,8 % lag. Der Kreis Albufeira hat mit 17,2 % die höchste Arbeitslosigkeit der Algarve.

### Kaufkraft
Die Kaufkraft in der Algarve liegt mit 100,8 über dem nationalen Durchschnitt von 100. Der Kreis von Faro hat mit einer Kaufkraft von 130,6 den höchsten Wert der Algarve und einen der höchsten Werte national.

### Löhne
Der durchschnittliche monatliche Lohn in der Algarve lag 2019 bei 1.029,00 € und damit unter dem nationalen Durchschnitt von 1.206,30 €. Die höchsten Löhne wurden im Kreis Faro registriert, in welchem der durchschnittliche Lohn bei 1.170,30 € lag.

## Infrastrukturen

### Autobahnen
Die Algarve ist durch zwei Autobahnen erschlossen:
| Autobahn | Bezeichnung                       | Betreiber        | Strecke in Algarve                                               | Regime                   | km in Algarve | Total km |
| -------- | --------------------------------- | ---------------- | ---------------------------------------------------------------- | ------------------------ | ------------- | -------- |
| A20      | Südautobahn                       | Brisa, Lusoponte | São Bartolomeu de Messines–Albufeira                             | Maut                     | 027,8 km      | 240,8 km |
| A22      | Autobahn Via do Infante de Sagres | Algarve, IP      | Lagos–Portimão–Albufeira–Faro–Vila Real de Santo António-Spanien | seit 01.01.2025 mautfrei | 131,9 km      | 131,9 km |

### Krankenhäuser
In der Algarve gibt es neun Krankenhäuser, fünf öffentliche und vier private, die sich auf die ganze Region verteilen. Die fünf öffentlichen Krankenhäuser befinden sich in den Kreisen Faro, Portimão, Olhão und São Brás de Alportel. Die vier privaten Krankenhäuser befinden sich in den Kreisen Faro, Portimão, Loulé und Albufeira.

## Name und Etymologie
Seit der alte deutsche Name „Algarbien“ außer Gebrauch geraten ist, hat sich auf Deutsch „die Algarve“ eingebürgert, womit im Wesentlichen die Algarve-Küste gemeint ist, und dies, obwohl der Name der gesamten Landschaft auf Portugiesisch männlich ist (o Algarve – also der Algarve bedeutet). Der Duden nennt sowohl die weibliche als auch die männliche Form. Wie bei vielen Toponymen auf der Iberischen Halbinsel zeugt auch bei der Algarve der Anlaut auf Al- vom arabischen Ursprung des Namens: Das arabische Wort al-gharb / الغرب / al-ġarb bedeutet auf Deutsch „der Westen“.

## Die Algarven
In oftmals nur undeutlicher Abgrenzung voneinander wird die Bezeichnung „Algarve“ für unterschiedliche geographische, politische und historische Regionen verwendet:
- die heutige Region Algarve
- Al-Gharb al-Andalus, der Westen von al-Andalus, eine über die heutige Region Algarve hinausgehende (auch den Großteil des Alentejo und die spanische Provinz Huelva umfassende) Provinz (cora/kura) des Emirats von Córdoba bzw. des Kalifats von Córdoba
- das aus den maurischen Restgebieten geschaffene portugiesische Königreich Algarve
- Algarve jenseits des Meeres, die durch portugiesische Eroberungen entstandene Erweiterung des Königreichs Algarve an der gegenüberliegenden marokkanischen Küste
- Fürstentum Algarve, der im Vertrag von Fontainebleau (1807) vorgesehene Teilstaat Portugals südlich des Tejo

Das südportugiesische Königreich wurde zusammen mit den marokkanischen Überseegebieten als Algarves (Plural: die Algarven), früher auch als Algarbien bezeichnet.

## Geographie

Panorama der Ponta da Piedade, eines der berühmtesten Ziele für Touristen

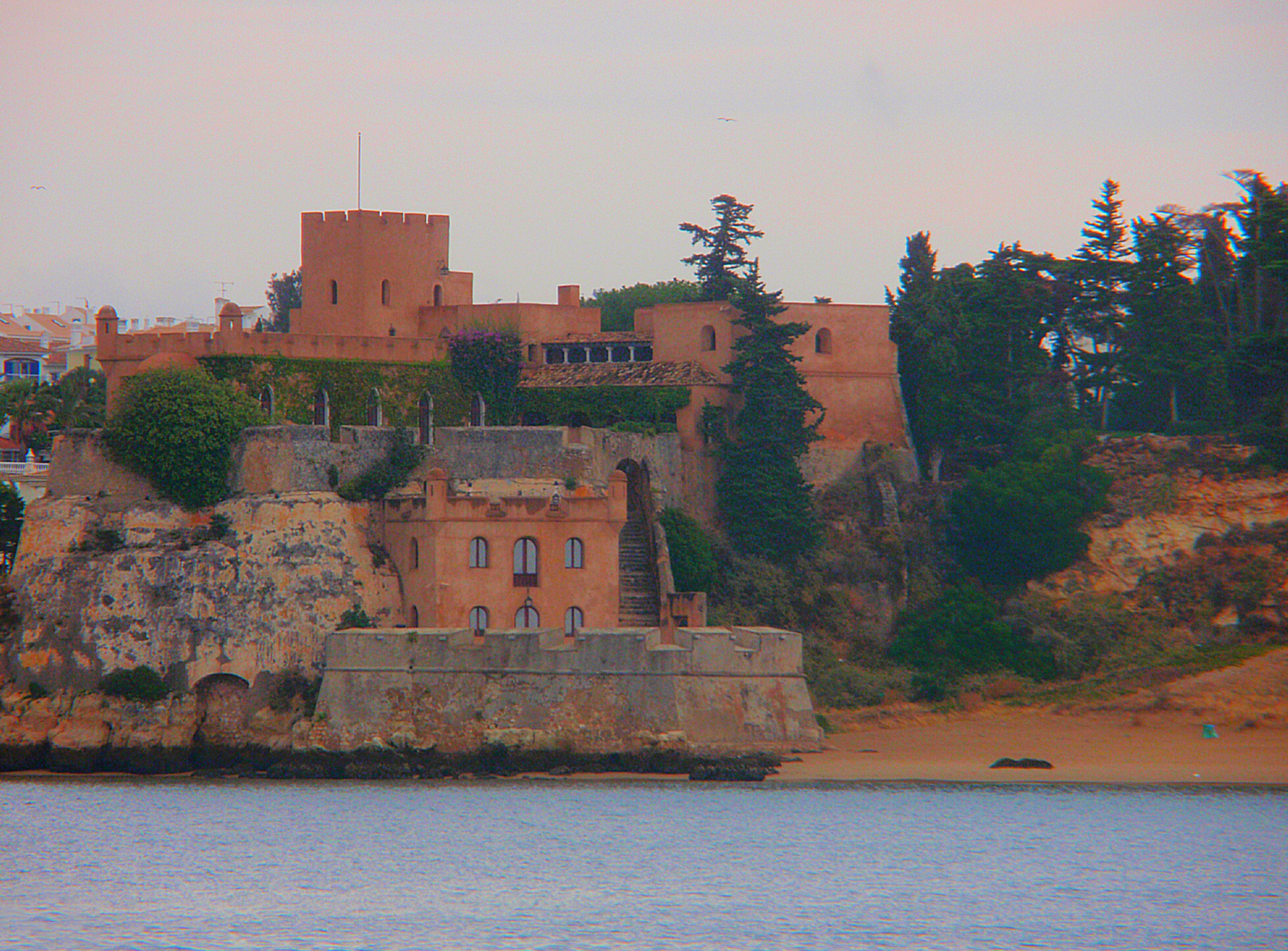
Strand an der Algarve bei Ferragudo (1994)

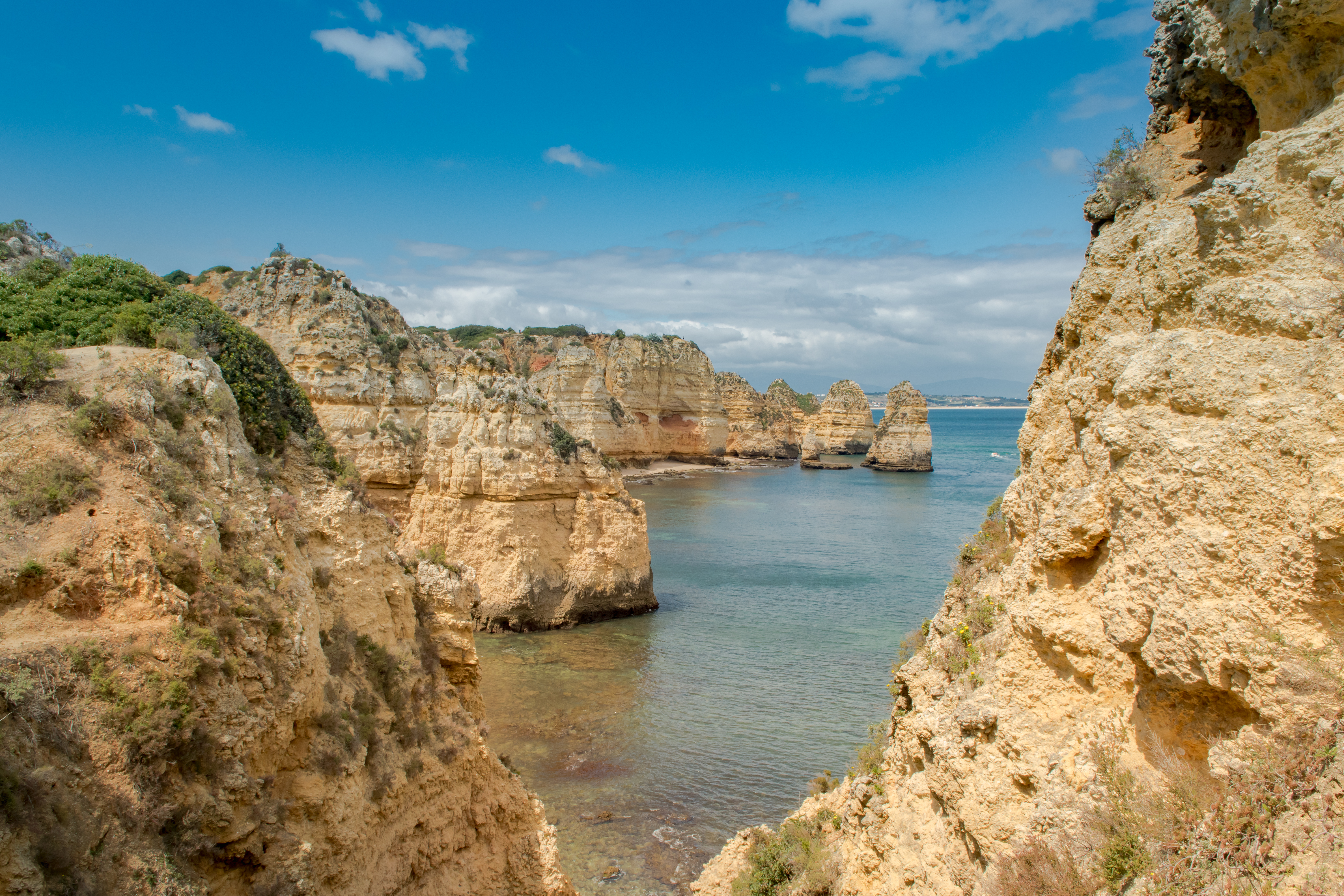
Küste der Algarve

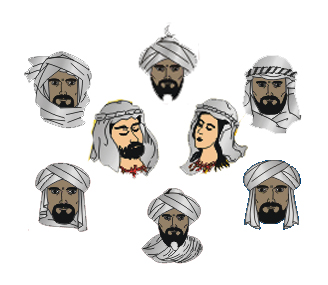
Maurische Gesichter in den Wappen zahlreicher Algarve-Orte erinnern an die unterworfenen und dann mit den Portugiesen verschmolzenen Muslime

Die Algarve ist eine Region im äußersten Südwesten Europas. Am Cabo de São Vicente bei Sagres liegt der südwestlichste Punkt des Kontinents und der Parque Natural do Sudoeste Alentejano e Costa Vicentina. Begrenzt wird die Algarve im Norden von der Region Alentejo, im Westen und Süden vom Atlantik und im Osten bildet der Rio Guadiana die Grenze zu Spanien. Die Küstenlinie der Algarve erstreckt sich über 155 km von Ost nach West und 52 km vom Süden zum Norden.
Naturräumlich wird die Algarve von Nord nach Süd in drei Bereiche unterteilt
- Serra
- Barrocal
- Litoral

Die Serra ist ein aus Sandstein und Tonschiefer bestehendes und sich auf einer Höhe zwischen 300 und 500 m hinziehendes Hügelland. Im Nordwesten ragt die Serra de Monchique empor mit dem höchsten Punkt Pico da Foia (902 m). Die Serra macht etwa die Hälfte des Gebietes der Algarve aus, sie ist dünn besiedelt und wird mit Ausnahme von Monchique und Umgebung von Touristen kaum besucht. Die Vorgebirgslandschaft des Barrocal schließt sich nach Süden an und umfasst etwa ein Viertel der Region. Auf dem bis zu 400 m hohen aus Kalksandstein bestehenden Hügelland wird hauptsächlich Landwirtschaft betrieben. Der dicht besiedelte Küstenstreifen „Litoral“ bildet das touristische Zentrum der Algarve. Dieses lässt sich wiederum in den Sotavento (wörtl. ‚Lee‘, ‚windabgewandt‘) im östlichen Teil zwischen spanischer Grenze und Faro, den Barlavento (‚Luv‘, ‚dem Wind zugewandt‘) zwischen Faro und dem Cabo de São Vicente und die Costa Vicentina an der Westküste der Algarve und darüber hinaus des Alentejo Litoral gliedern. Den Barlavento nennt man „Felsalgarve“, handelt es sich doch um eine zerfurchte 20–50 m hohe Steilküste mit malerischen Formationen aus gelben und rötlich braunen Kalk- und Sandsteinfelsen und kleinen Buchten. Der Sotavento wird auch als „Sand-Algarve“ bezeichnet, denn das Gebiet ist von Sandstränden und Lagunenlandschaften geprägt. Im Osten schließt sich die weite Bucht des Golfes von Cádiz an.

## Vorgeschichte und Geschichte

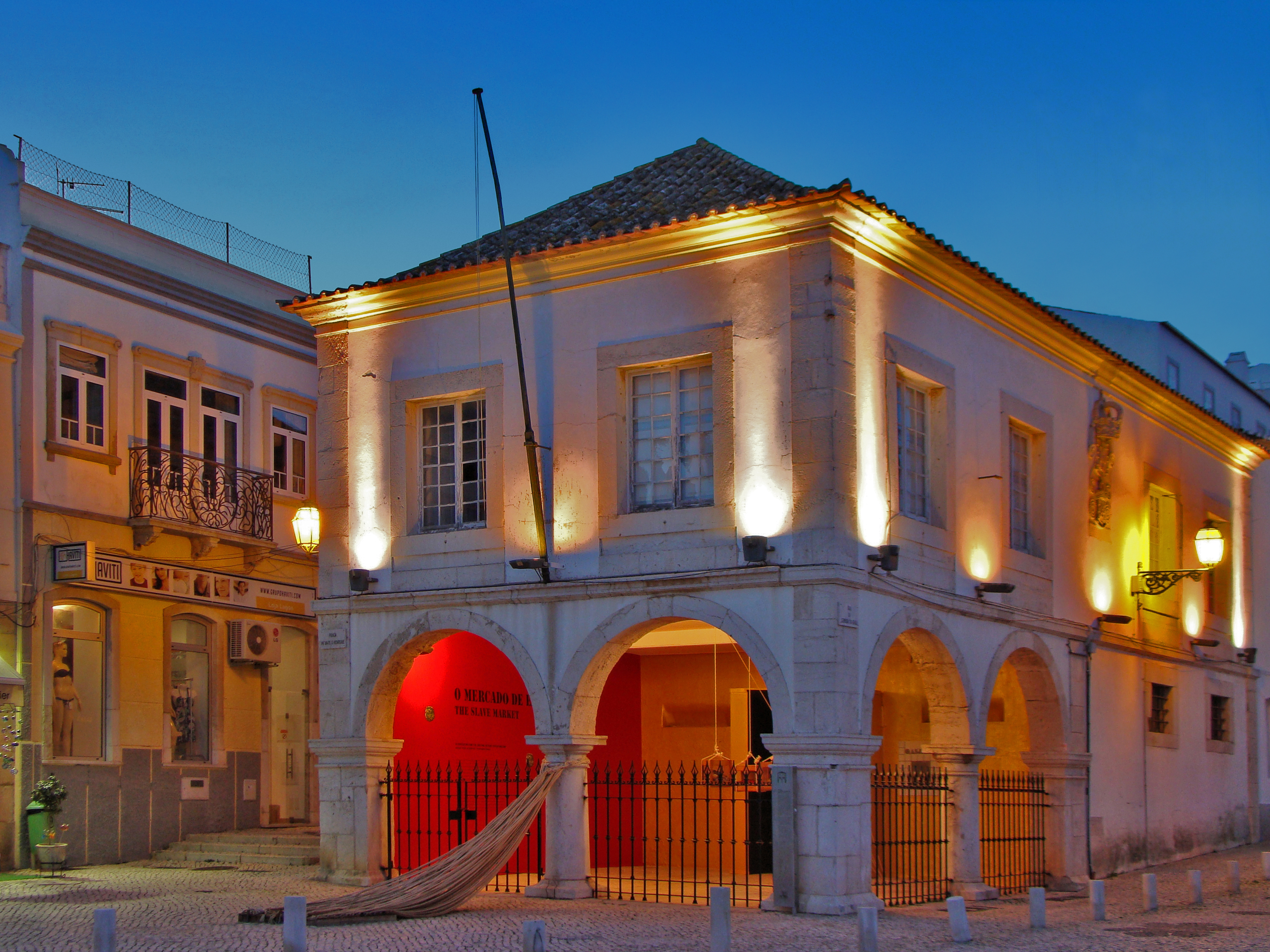
Sklavenmarkt von Lagos, der älteste in Europa

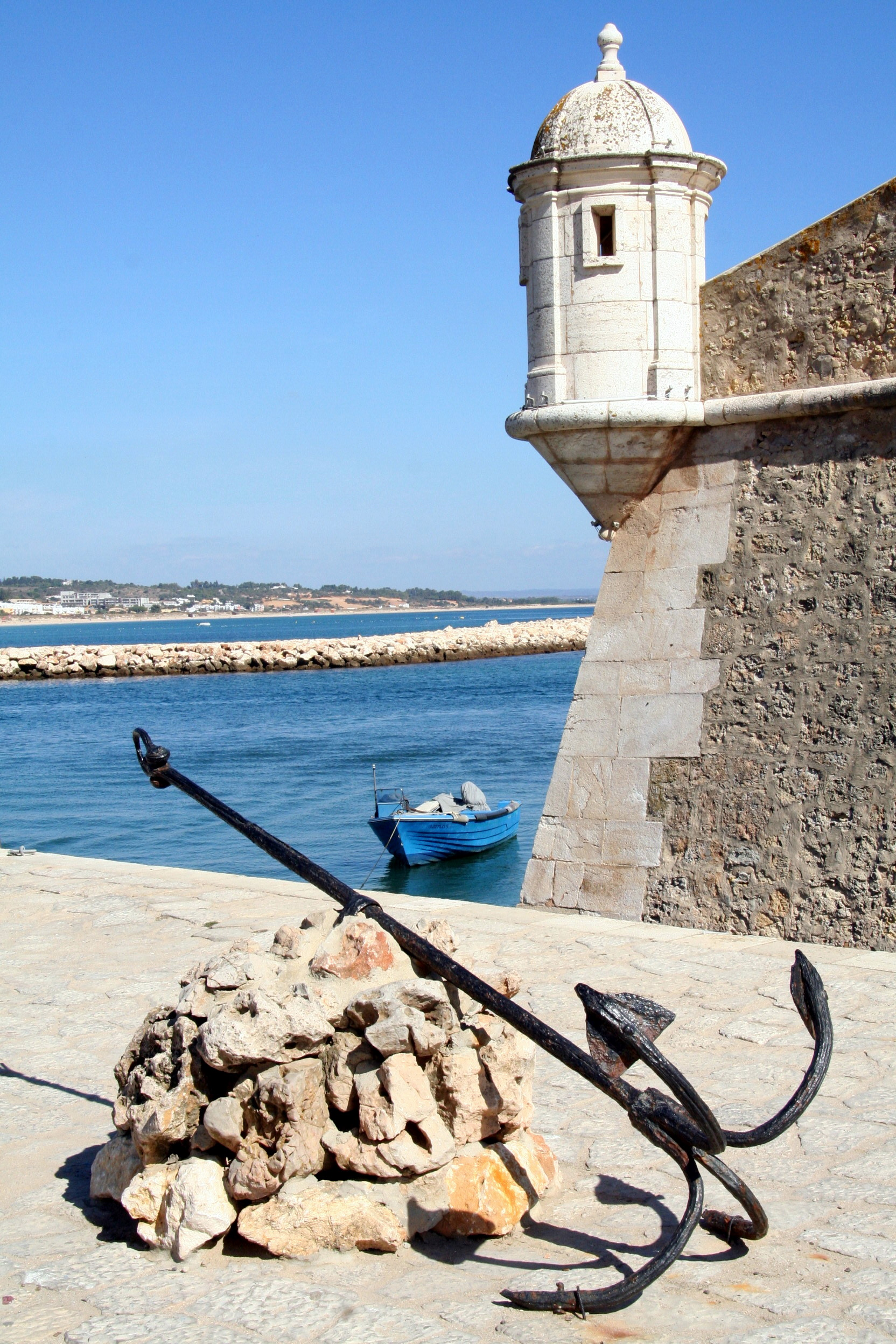
Wachturm in Lagos

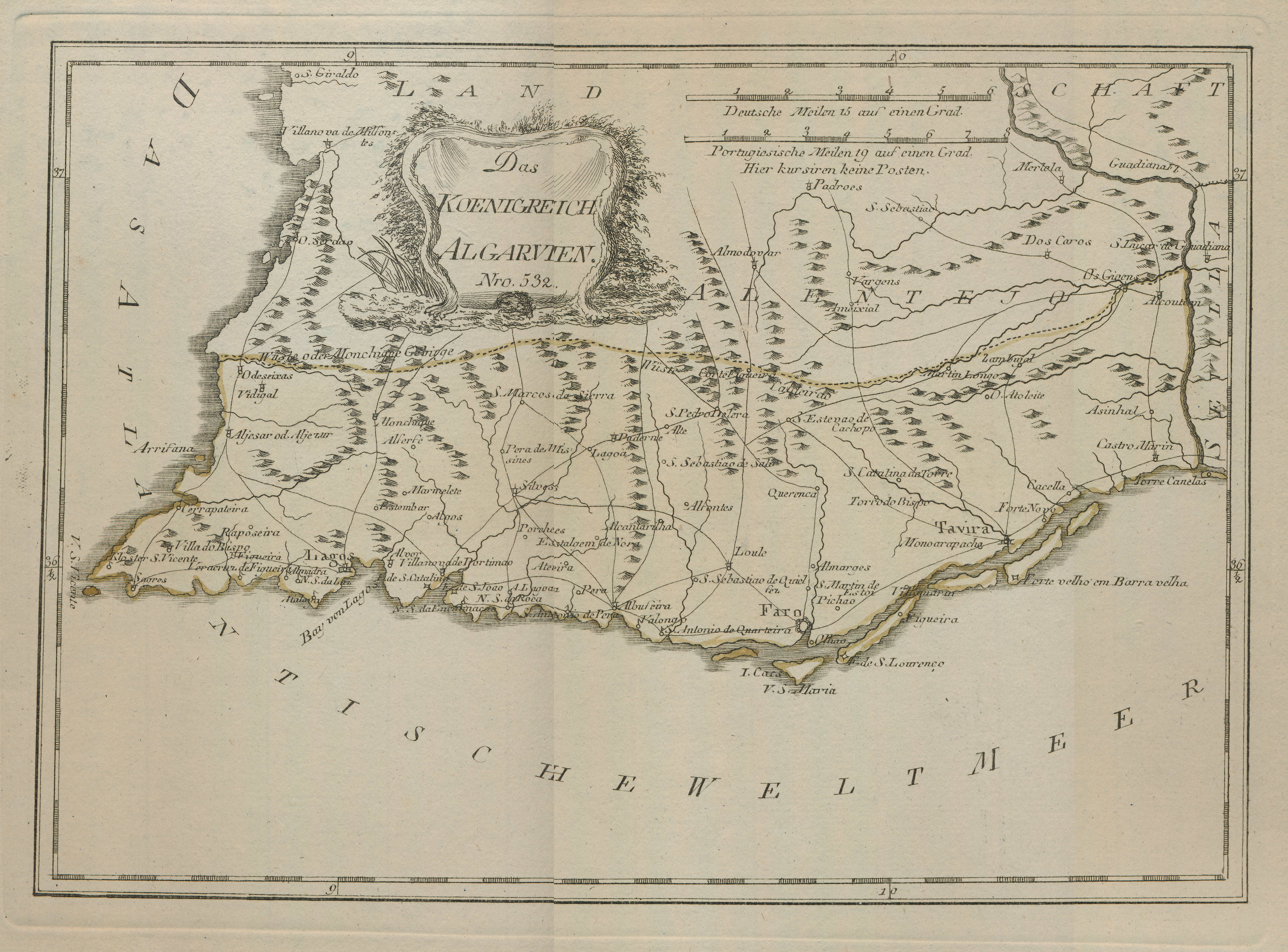
Historische Karte des Königreiches Algarvien aus dem 19. Jh. (Quelle unbekannt)

Die Anwesenheit des Menschen ist in Portugal seit dem Homo erectus belegt. Vom Neandertaler sind die Spuren durch einen Lagerplatz bei Vilas Ruivas im Distrikt Castelo Branco bereits deutlicher. Muschelschalenhaufen, von Archäologen Køkkenmøddinger genannt, entstanden vom Mesolithikum bis zum frühen Neolithikum durch den Verzehr von Muscheln an immer derselben Stelle. Aus diesen Muschelhaufen sind auch Bestattungen bekannt. Ab etwa 5000 v. Chr. ist der Ackerbau belegt (Cardial- oder Impressokultur). Später entstanden die zahlreichen Megalithanlagen (Alcalar).
Etwa 1000 v. Chr. drangen die Kelten hier ein und vermischten sich mit den Einheimischen zu Keltiberern. Etwa zeitgleich errichteten die Phönizier erste Häfen entlang der Küste der Algarve. Die Karthager gründeten ca. 550 v. Chr. Portimão (lat. Portus Hannibalis). Im zweiten Jahrhundert v. Chr. entstanden im Zuge der römischen Eroberung der Iberischen Halbinsel zahlreiche Villen, deren Ruinen (Abicada, Boca do Rio, Milreu-Estói, Vilamoura) – vornehmlich in der Gegend von Faro und Lagos – besichtigt werden können.
Nach Eroberung durch die Goten im fünften Jahrhundert wurde die Algarve ab 711 von den muslimischen Mauren besiedelt. Der arabische Name al-gharb (der Westen) erklärt sich aus der geographischen Sicht Andalusiens. Bis zur portugiesischen Eroberung (Reconquista) im 13. Jahrhundert war zumindest im Westen der Algarve (Silves) die Mehrheit der Bevölkerung arabisch-maurisch. Seit Mitte des 15. Jahrhunderts eingeführte Sklaven stellten zum Ende des 16. Jahrhunderts mehr als die Hälfte der Bevölkerung der Algarve. Von 1595 bzw. 1640/66 bis 1808 war die Algarve ein halb-autonomes Gebiet mit eigener Steuerhoheit unter der Krone Portugals. Die portugiesischen Könige führten in dieser Zeit den Titel eines Königs von Portugal und Algarve. Als 1807 Napoleon in den Norden Portugals einmarschierte, wurde die Algarve von spanischen Truppen besetzt, der spanische Minister Manuel de Godoy wurde Fürst der Algarven. Diese Besetzung endete durch die Rebellion von Olhão im Jahr 1808.

## Klima
In der Algarve werden europaweit die meisten Sonnentage gezählt. Die Sommer sind heiß und trocken; auch im Winter sinkt die Temperatur selten unter 10 Grad Celsius. Selbst der Januar bietet sonnige Tage um 20 Grad. Die Nachttemperaturen sind durchweg angenehm. Starke Sommerhitze stellt sich in der Regel immer nur für wenige Tage ein, wenn statt der kühlen Winde vom Atlantik der sogenannte Levante aus Afrika bläst. In den jüngsten Jahrzehnten hat die Brandgefahr zugenommen.
|                       | Jan  | Feb  | Mär  | Apr  | Mai  | Jun  | Jul  | Aug  | Sep  | Okt  | Nov  | Dez  |   |      |
| Mittl. Tagesmax. (°C) | 16,1 | 16,7 | 18,4 | 19,8 | 22,4 | 25,4 | 28,7 | 28,8 | 26,7 | 23,1 | 19,4 | 16,7 | ⌀ | 21,9 |
| Mittl. Tagesmin. (°C) | 7,7  | 8,4  | 8,9  | 10,4 | 12,5 | 15,7 | 17,9 | 18,0 | 16,9 | 14,3 | 10,9 | 8,6  | ⌀ | 12,5 |
|                       |      |      |      |      |      |      |      |      |      |      |      |      |   |      |
| Niederschlag (mm)     | 78   | 72   | 39   | 38   | 21   | 8    | 1    | 4    | 14   | 67   | 86   | 94   | Σ | 522  |
|                       |      |      |      |      |      |      |      |      |      |      |      |      |   |      |
| Sonnenstunden (h/d)   | 5,5  | 5,8  | 7,5  | 8,4  | 10,1 | 11,1 | 11,9 | 11,4 | 9,1  | 7,3  | 6,1  | 5,4  | ⌀ | 8,3  |
|                       |      |      |      |      |      |      |      |      |      |      |      |      |   |      |
| Regentage (d)         | 8    | 9    | 5    | 6    | 3    | 1    | 0    | 1    | 2    | 6    | 7    | 8    | Σ | 56   |
|                       |      |      |      |      |      |      |      |      |      |      |      |      |   |      |
| Wassertemperatur (°C) | 15   | 15   | 15   | 16   | 17   | 18   | 19   | 20   | 20   | 19   | 17   | 16   | ⌀ | 17,3 |
|                       |      |      |      |      |      |      |      |      |      |      |      |      |   |      |
| Luftfeuchtigkeit (%)  | 78   | 78   | 73   | 71   | 69   | 68   | 62   | 63   | 67   | 73   | 77   | 79   | ⌀ | 71,5 |

| 7,7 |

| 8,4 |

| 8,9 |

| 10,4 |

| 12,5 |

| 15,7 |

| 17,9 |

| 18,0 |

| 16,9 |

| 14,3 |

| 10,9 |

| 8,6 |

| 7,7 |

| 8,4 |

| 8,9 |

| 10,4 |

| 12,5 |

| 15,7 |

| 17,9 |

| 18,0 |

| 16,9 |

| 14,3 |

| 10,9 |

| 8,6 |

## Vegetation
Die Vegetation entspricht heute nicht mehr den ursprünglichen natürlichen Verhältnissen, denn Portugal war mit Ausnahme der Dünen und Marschen an der Küste mit Wald bedeckt. Die Rodung begann teils schon im Neolithikum und erreichte ihren Höhepunkt um 1550, als die Spanier immer mehr Holz für Schiffe und Handwerk sowie als Brennmaterial benötigten.
Heute gibt es größtenteils nur noch Macchie. Ende der 1970er Jahre begann eine große Aufforstungskampagne, in der vor allem Nadel- und Eukalyptussetzlinge gepflanzt wurden. Unter anderem wachsen dort noch winterharte Eichenarten und Korkeichen. Im südlichen Küstenbereich findet man auch Johannisbrot-, Feigen-, Mandel-, Lorbeer- und Granatbäume. Sie wurden durch die Römer eingeführt, die ebenfalls den für den Mittelmeerraum typischen Ölbaum verbreiteten. Die aus Südamerika stammenden Palisanderholzbäume (Jacaranda mimosifolia) findet man häufig als städtische Straßenbäume, die im Frühjahr durch ihre blau-violette Blüte auffallen. Die Region Algarve ist zudem auch ein Anbaugebiet von Korkeichen.

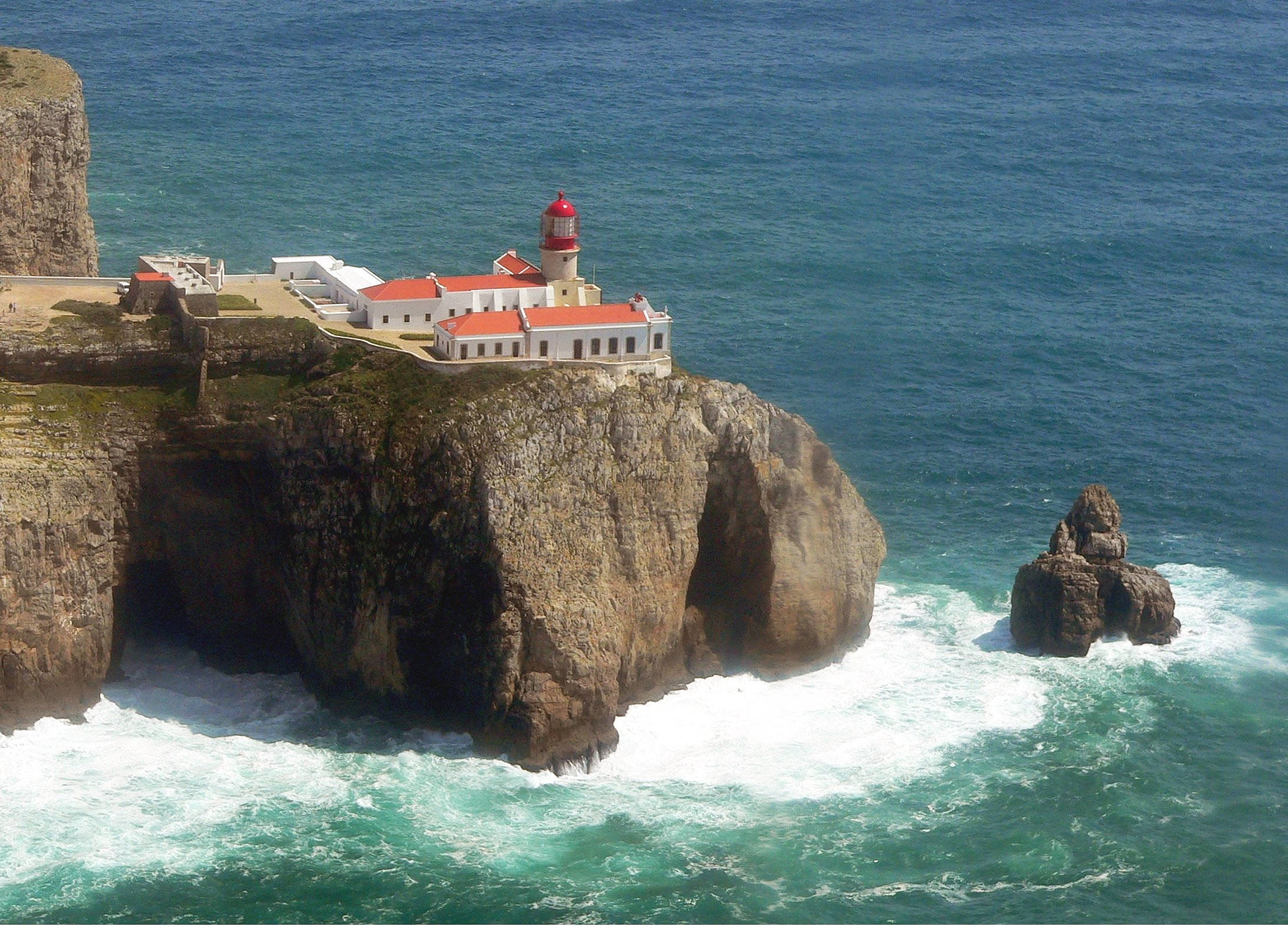
Cabo de São Vicente
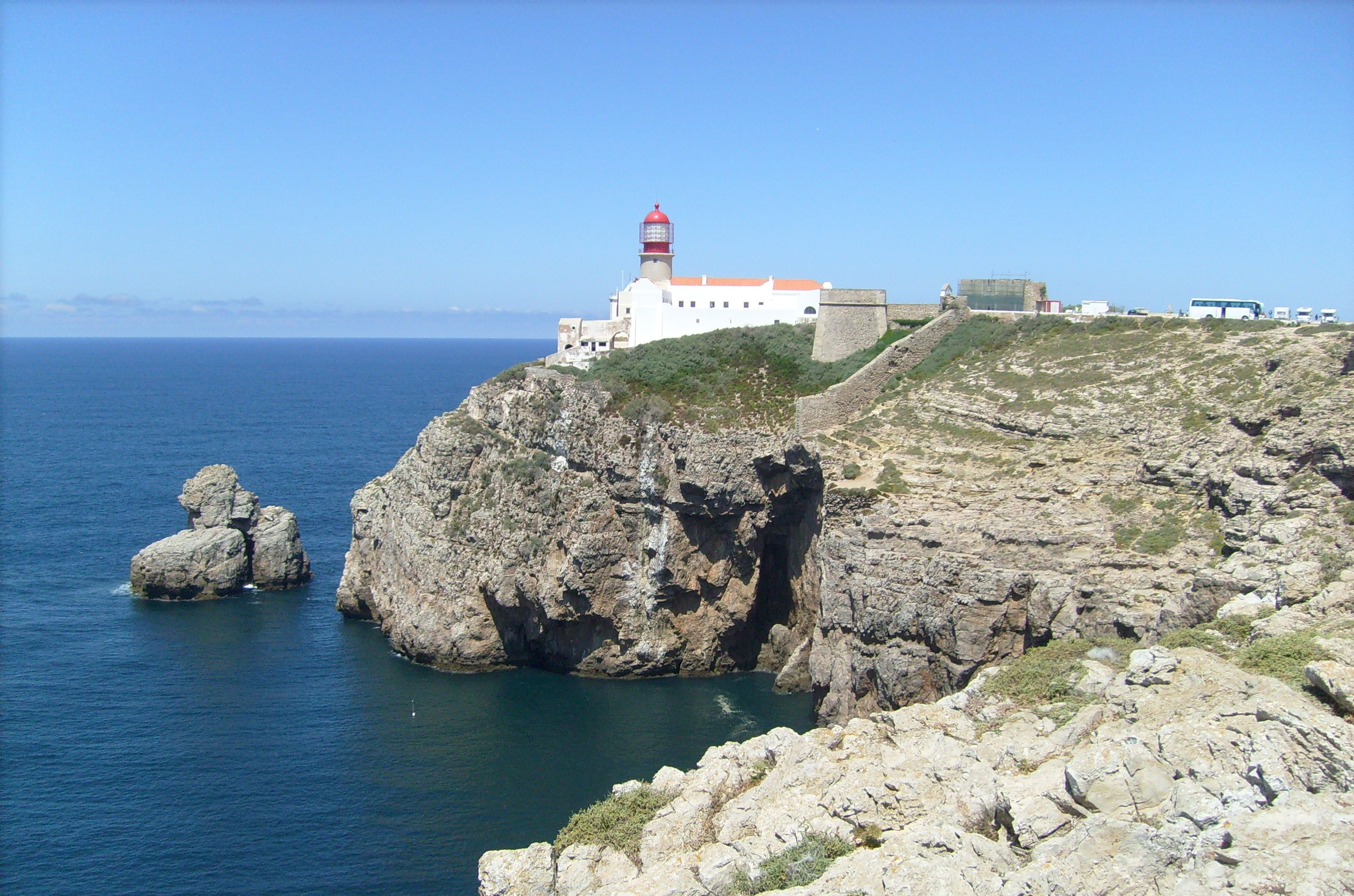
Cabo de São Vicente
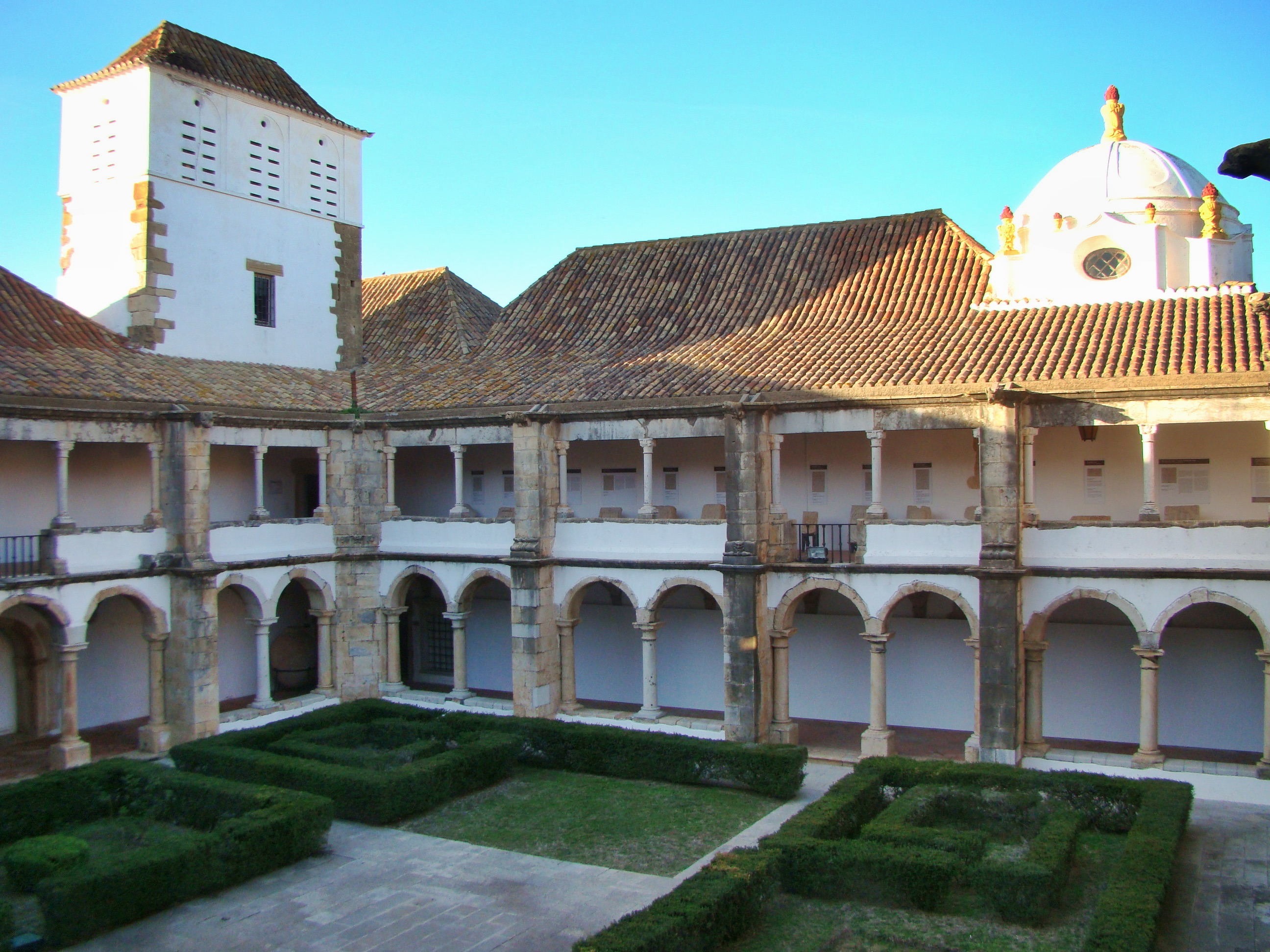
Museu Municipal in Faro
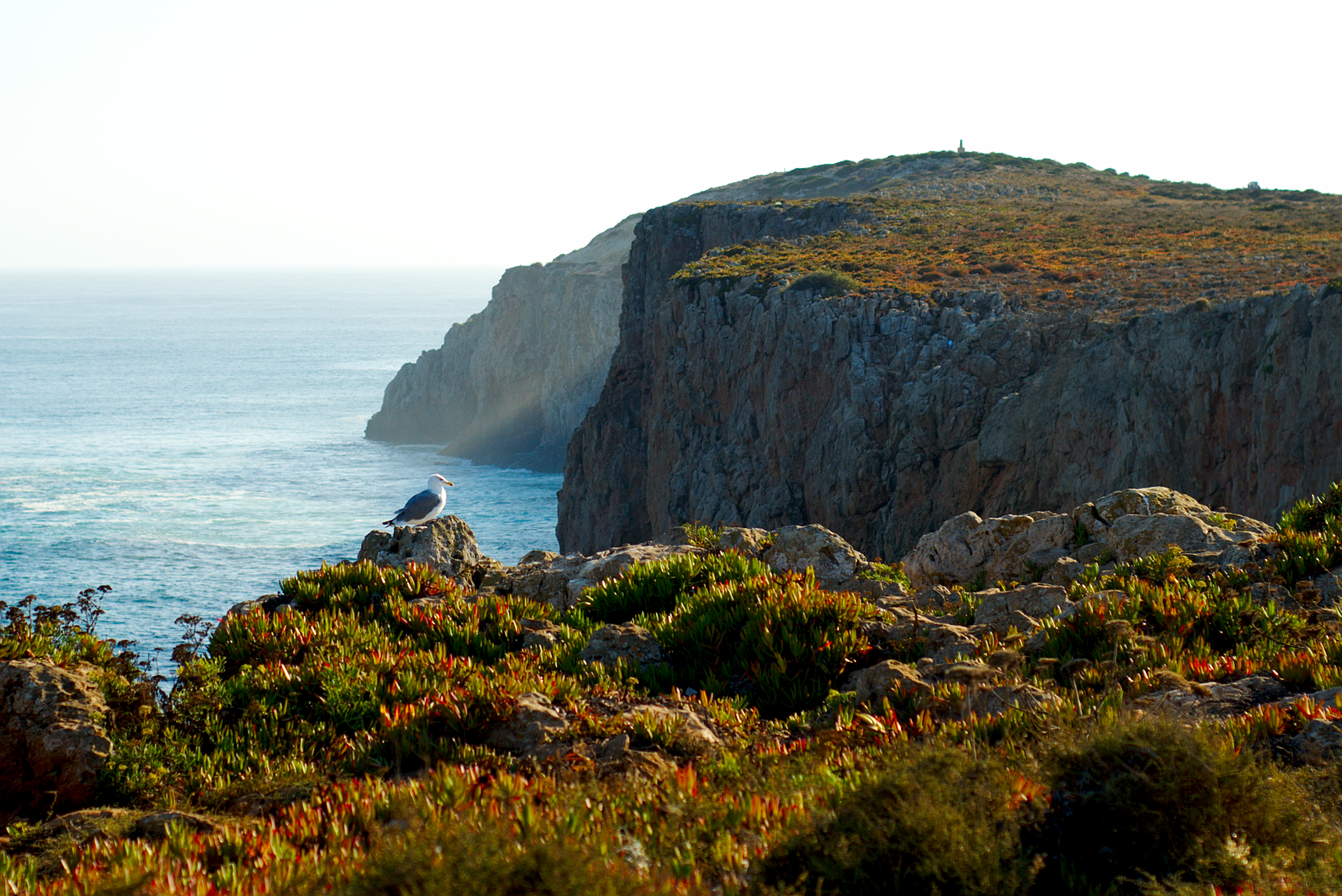
Steilküste bei Sagres

## Tourismus

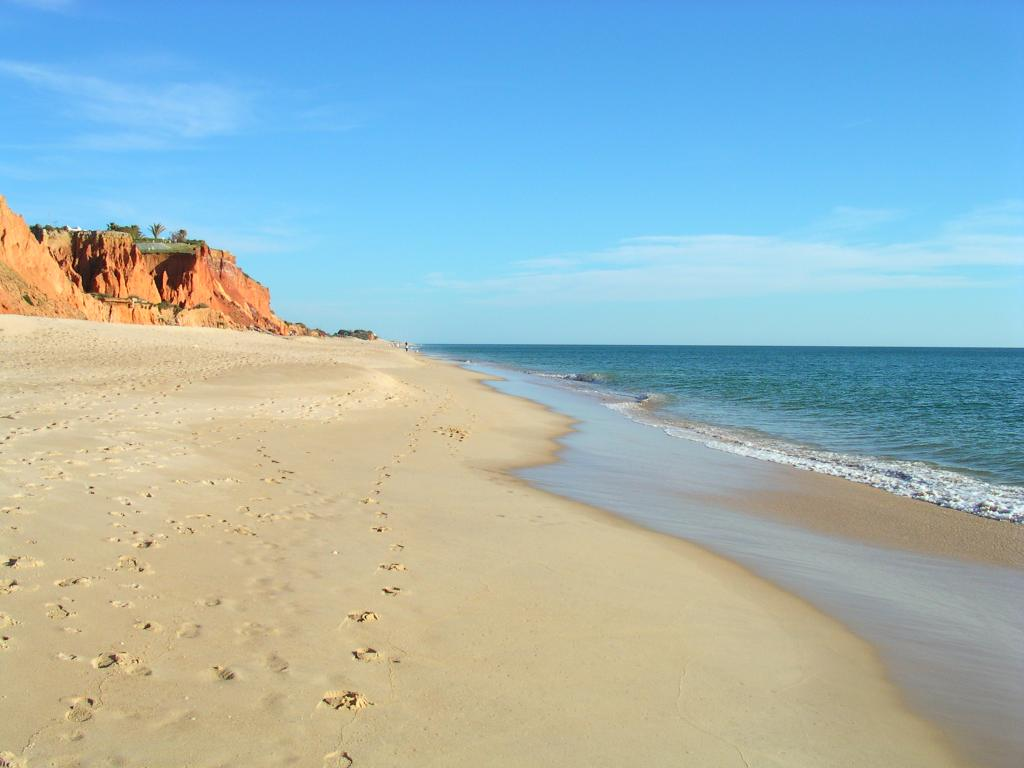
Algarve

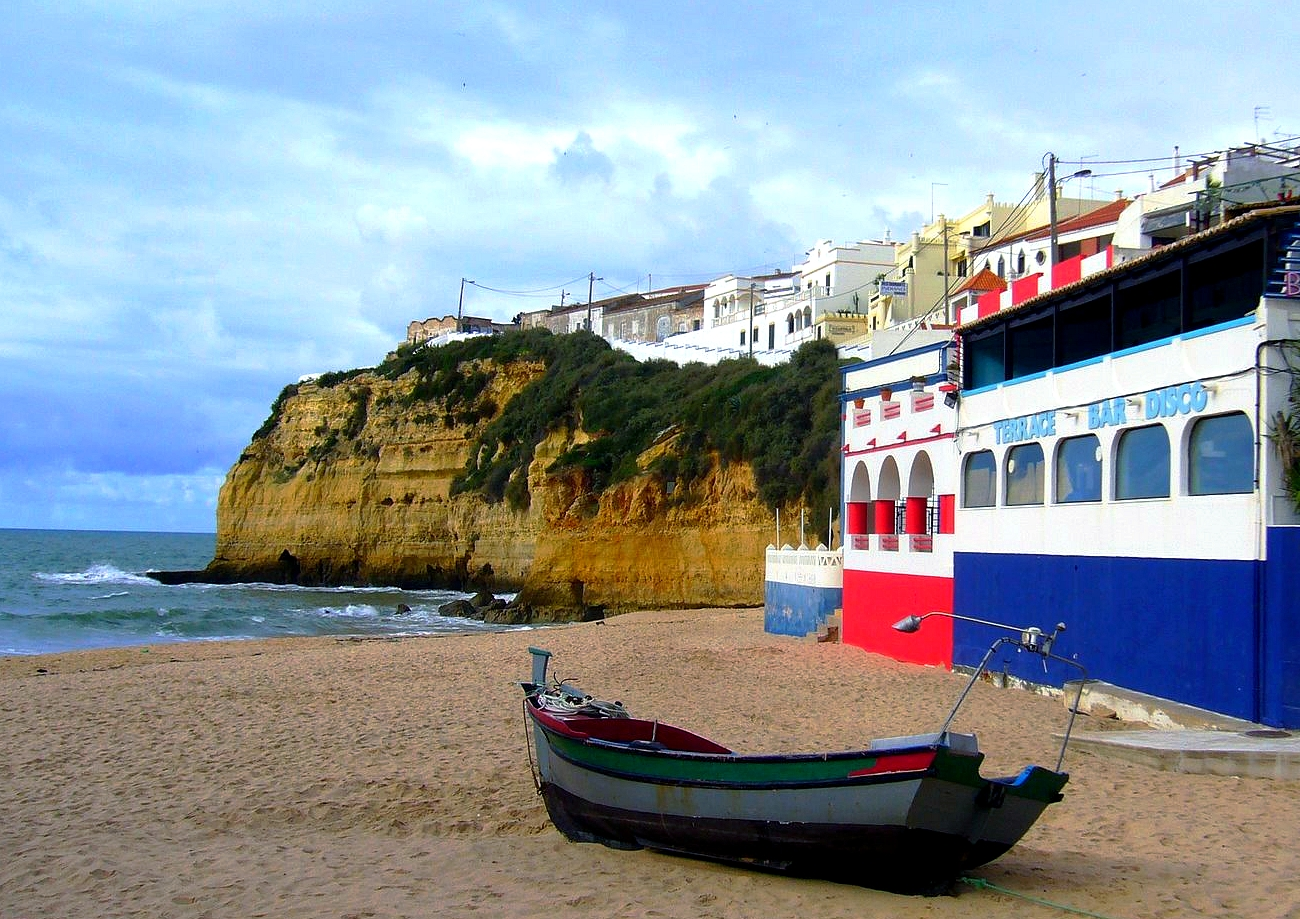
Strand von Carvoeiro

Während auf den 4997 km² nur 440.777 (2010) dauerhafte Einwohner leben, kann diese Zahl in den Sommermonaten auf mehr als das Dreifache ansteigen, wenn die Sommerquartiere gefüllt sind. Berühmt ist die Algarveküste für ihre zahlreichen feinsandigen Strände und die teils bizarren und monumentalen Felsformationen im westlichen Teil. Wegen der vielen Golfplätze, von denen manche bis direkt an die Steilküste hin angelegt sind, ist die Region insbesondere bei Golfern beliebt.
Beliebte Ferienorte im Osten der Algarveküste sind Tavira und Monte Gordo. An der Zentralalgarve sind es Vale de Lobo, Vilamoura, Albufeira, weiter westlich Carvoeiro und Ferragudo. Sehr beliebt sind auch Praia da Rocha, Alvor und Lagos. Weiter westlich sind bei Salema, Sagres, Carrapateira und Monte Clerigo (bei Aljezur) die Surf-Spots. Seit dem Jahr 2000 ist der Ferienhausurlaub an der Algarve stark gestiegen. Eine Vielzahl von Ferienhäusern und Poolvillen findet man bei Carvoeiro, Ferragudo, Lagos und Albufeira. Seit 2011 gibt es von der Hotellerie vermehrt Angebote zum All inclusive Urlaub. Die Algarve konnte in den Jahren 2013 und 2014 jeweils zweistellige prozentuale Zuwachsraten bei den Zahlen der Besucher und der Übernachtungen verzeichnen. Dabei profitierte die Region touristisch sowohl von Steigerungen durch ausländische als auch durch inländische Besucher.
Die archäologischen Sehenswürdigkeiten liegen im küstennahen Hinterland. Hier sind besonders römische Villen interessant.
- Abicada (römische Villa)
- Alcalar (Megalithnekropole mit restaurierten Anlagen (Alcalar VII))
- Milreu-Estói (römische Villa)
- Silves (Burg, römische Brücke und Museum)
- Villa von Vilamoura (römische Villa)

Das südwestlichste Ende Europas am Cabo de São Vicente unweit der Stadt Sagres wurde früher als das Ende der Welt bezeichnet. Der Tourismus an der Algarveküste ist die wichtigste Einnahmequelle der ganzen Region.

## Verwaltung
Der Algarve ist im Gegensatz zu den anderen portugiesischen Verwaltungseinheiten sowohl eine Region, eine Subregion und mit dem Distrikt Faro, eine homogene Verwaltungseinheit, die exakt die gleiche Fläche und Bevölkerungszahl hat. Die Algarve unterteilt sich in die folgenden 16 Municípios:
| Kreis                      | Anzahl Gemeinden | Einwohner (2021) | Fläche km² | Dichte Einw./km² | LAU- Code | Distrikt |
| -------------------------- | ---------------- | ---------------- | ---------- | ---------------- | --------- | -------- |
| Albufeira                  | 4                | 44.164           | 140,67     | 314              | 0801      | Faro     |
| Alcoutim                   | 4                | 2.523            | 575,36     | 4                | 0802      | Faro     |
| Aljezur                    | 4                | 6.045            | 323,50     | 19               | 0803      | Faro     |
| Castro Marim               | 4                | 6.439            | 300,85     | 21               | 0804      | Faro     |
| Faro                       | 4                | 67.622           | 202,57     | 334              | 0805      | Faro     |
| Lagoa                      | 4                | 23.725           | 88,25      | 269              | 0806      | Faro     |
| Lagos                      | 4                | 33.494           | 212,98     | 157              | 0807      | Faro     |
| Loulé                      | 9                | 72.332           | 763,68     | 95               | 0808      | Faro     |
| Monchique                  | 3                | 5.462            | 395,31     | 14               | 0809      | Faro     |
| Olhão                      | 4                | 44.614           | 130,87     | 341              | 0810      | Faro     |
| Portimão                   | 3                | 59.845           | 182,06     | 329              | 0811      | Faro     |
| São Brás de Alportel       | 1                | 11.248           | 153,37     | 73               | 0812      | Faro     |
| Silves                     | 6                | 37.766           | 680,06     | 56               | 0813      | Faro     |
| Tavira                     | 6                | 27.523           | 606,96     | 45               | 0814      | Faro     |
| Vila do Bispo              | 4                | 5.717            | 179,06     | 32               | 0815      | Faro     |
| Vila Real de Santo António | 3                | 18.824           | 61,24      | 307              | 0816      | Faro     |
| Algarve                    | 67               | 467.343          | 4.996,79   | 94               | 150       | –        |

## Galerie

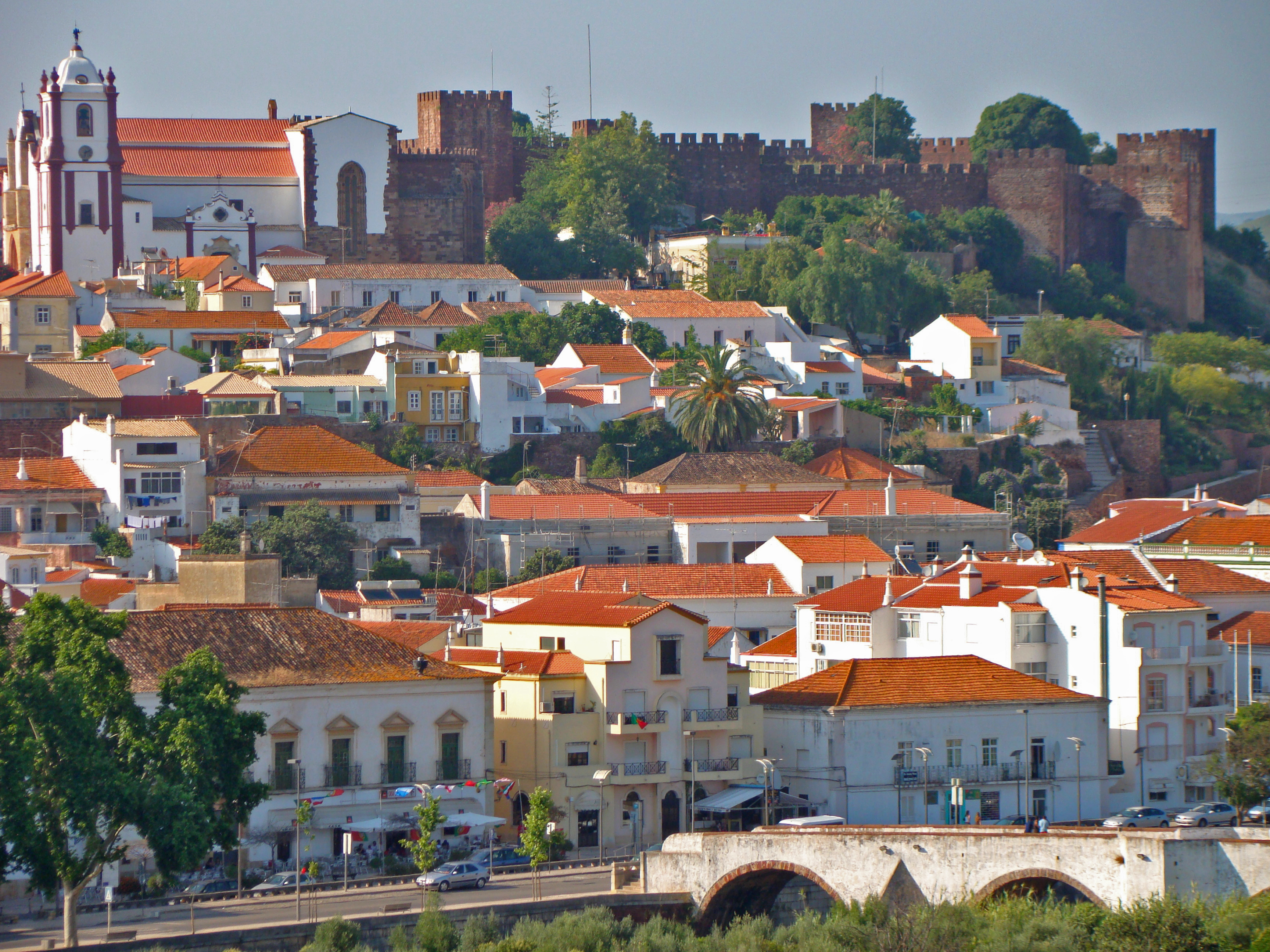
Stadt Silves
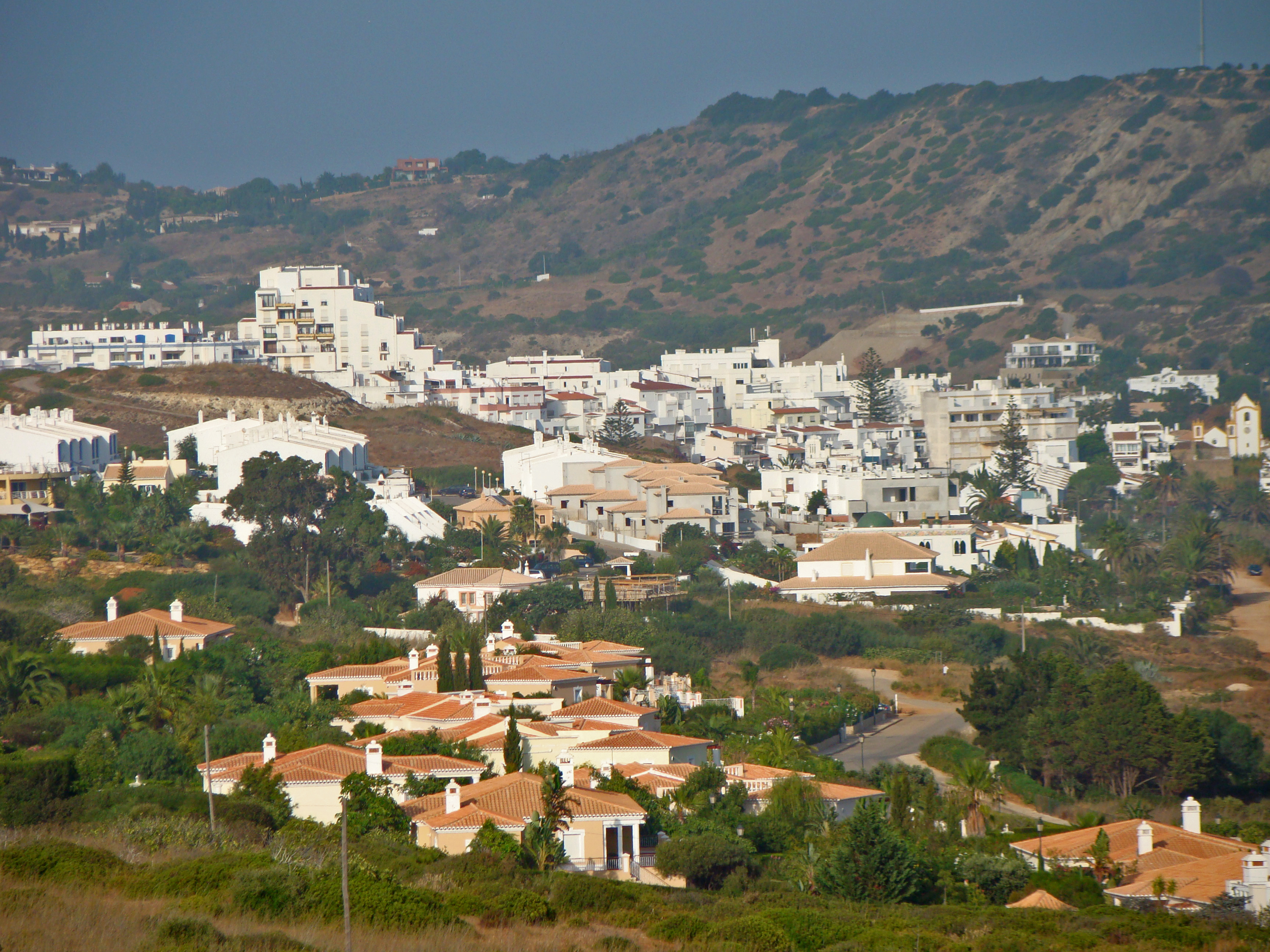
Praia da Luz
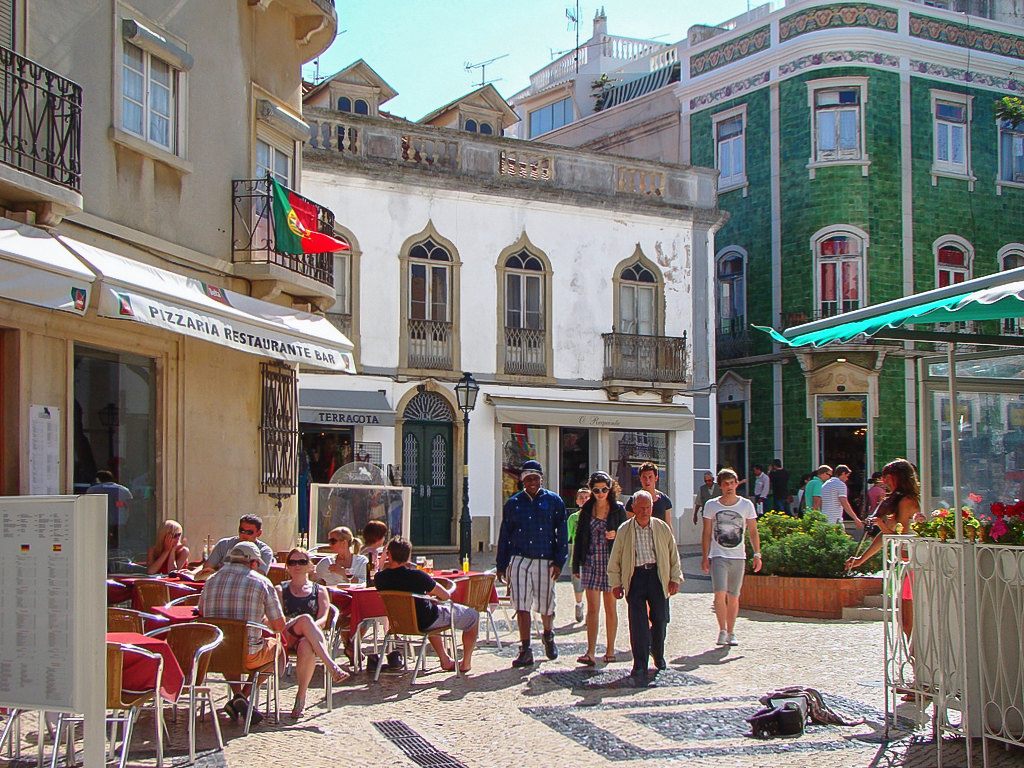
Historisches Zentrum von Lagos
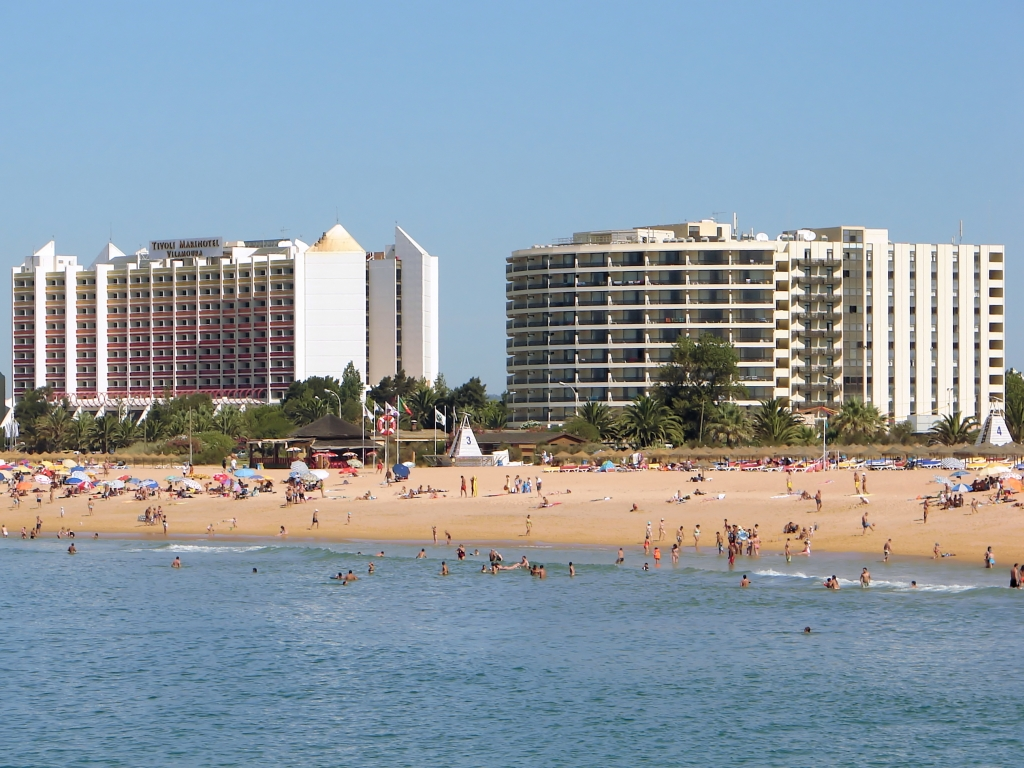
Marina-Strand in Vilamoura
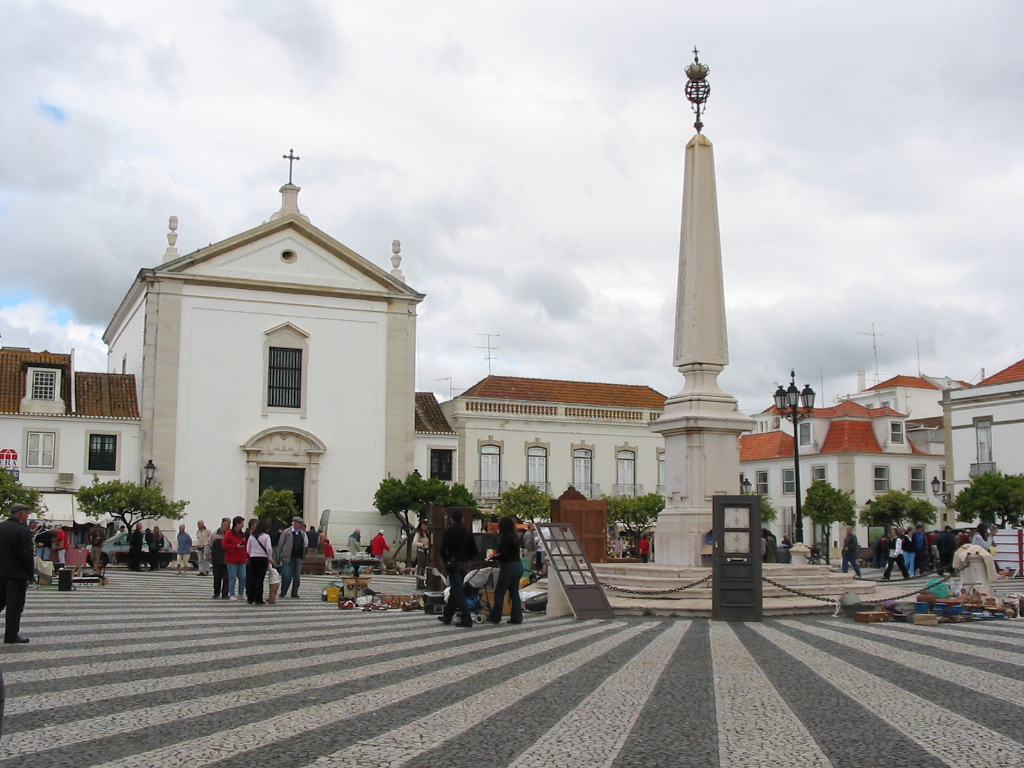
Vila Real de Santo António